# Cabo Negro (Marruecos)
Cabo Negro es un complejo turístico y balneario situado en el este de Rincón del Medik, en Marruecos.

El Real Club de Golf de Cabo Negro está considerado el mejor campo en Marruecos. El club originalmente tenía 9 hoteles, diseñados en 1978 por M. Cabell Y B. Robinson, pero desde entonces ha sido expandido en un resort completo de golf. El centro de Cabo Negro ha sido descrito por Baedeker como «el más moderno y exclusivo en las tres ciudades (en el área de Tetuán), con dos playas grandes de arena fina. Junto con restaurantes, hoteles y casas de vacaciones, hay también pubs, pistas de tenis, pistas de hípica y un campo de golf de 9 hoyos». El hotel de La Ferma se encuentra justo al noroeste.